# Wiener Werkstätte

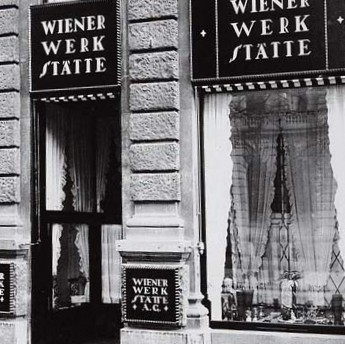
Wiener Werkstätte, försäljningsställe.

Wiener Werkstätte GmbH (WW) (ungefär Wienateljén) var ett produktionskooperativ för konsthantverkare, grundat 1903 i Wien av arkitekten Josef Hoffmann och grafikern Koloman Moser. 
Wiener Werkstätte hade brittiska Arts and Crafts Movement som förebild. Målet var att förnya brukskonstens formgivning. Wiener Werkstätte  producerade vardagsföremål samt smycken och möbler. Konceptet var så framgångsrikt att försäljningsställen öppnades i New York, Berlin och Zürich. 
Åren 1905 till 1911 uppfördes Stoclets palats i Bryssel efter Hoffmans och ritningar och inreddes helt med Wiener Werkstättes produkter. På grund av Den stora depressionen i slutet av 1920-talet sjönk företagets försäljningssiffror drastiskt och 1932 anmälde Wiener Werkstätte konkurs. 
Wiener Werkstätte sände formgivningsimpulser även till Sverige. En person som tog intryck av deras idéer var Elsa Gullberg, som utbildade sig på studieresor i Tyskland och Österrike. Gullberg engagerades 1917 av Svenska Slöjdföreningen (numera Svensk Form) för att omsätta dessa idéer; första resultat av detta samarbete blev Hemutställningen 1917 i Liljevalchs konsthall på Djurgården. 